# Axel Kokemoor
Axel Kokemoor (* 1965 in Düsseldorf) ist ein deutscher Rechtswissenschaftler.

## Leben
Nach dem Abitur durchlief Axel Kokemoor zunächst eine Banklehre bei der Westdeutschen Landesbank, die er 1987 abschloss. Im Anschluss war er dort bis 1988 als kaufmännischer Angestellter beschäftigt. Von 1988 bis 1992 studierte er an der Universität Bayreuth Rechtswissenschaften mit einem wirtschaftswissenschaftlicher Schwerpunkt. Nach dem Referendariat in Bamberg und Bayreuth und dem Zweiten juristischen Staatsexamen 1994 war er Wissenschaftlicher Mitarbeiter von Wolfgang Gitter an dessen Bayreuther Lehrstuhl. 1997 schloss Kokemoor mit einer bankrechtlichen Arbeit die von Volker Emmerich betreute Promotion zum Dr. iur. ab und wurde als Richter am Sozialgericht Cottbus eingestellt, wechselte aber bereits 1998 als Professor an die Hochschule Schmalkalden. Im Jahr 2012 folgte er dem Ruf an die Hochschule Fulda, wo er die Professur für Sozialrecht, insbesondere Recht der sozialen Dienste antrat.
Axel Kokemoors Forschungsschwerpunkte liegen vor allem im Arbeitsrecht und im Sozialrecht. Einen weiteren Schwerpunkt bildet das Bankrecht und das Kreditwesen. So ist Kokemoor Herausgeber eines Kommentars zum Kreditwesengesetz (Beck/Kokemoor/Samm: Kreditwesengesetz mit CRR, 193. Aktualisierung, C.F. Müller, Heidelberg 2017).

## Schriften (Auswahl)
- Axel Kokemoor: Die Bankaufsicht auf konsolidierter Basis in Deutschland nach der fünften Novelle zum KWG: mit Ausblick auf die Änderungen der sechsten Novelle. PCO, Bayreuth 1997, ISBN 3-931319-14-8 (Dissertation).
- Axel Kokemoor: Arbeitsrechtliche Aspekte des Eintritts des öffentlichen Personennahverkehrs in den Wettbewerb: zu den Voraussetzungen und Folgen eines Betriebsübergangs gemäß §613a BGB im Verkehrsbereich, den Möglichkeiten der Arbeitnehmerüberlassung durch Personalvorhaltegesellschaften und der arbeitsrechtlichen Zulässigkeit von Tariftreueerklärungen im Ausschreibungsverfahren. FhS, Schmalkalden 2000, ISBN 3-9806585-5-4.
- Axel Kokemoor, Rainer Wörlen: Handelsrecht mit Gesellschaftsrecht. 11. Auflage. Vahlen, München 2012, ISBN 978-3-8006-3972-4.
- Axel Kokemoor, Rainer Wörlen: Arbeitsrecht. 11. Auflage. Vahlen, München 2014, ISBN 978-3-8006-4649-4.
- Axel Kokemoor, Stephan Kreissl: Arbeitsrecht I: Individualarbeitsrecht. 5. Auflage. Boorberg, Stuttgart 2016, ISBN 978-3-415-05563-6.
- Axel Kokemoor, Wolfgang Hamann, Christiane Siemes: Arbeitsrecht II: Tarifvertragsrecht, Betriebsverfassungsrecht, Sozialversicherungsrecht. 5. Auflage. Boorberg, Stuttgart 2016, ISBN 978-3-415-05495-0.
- Axel Kokemoor, Rainer Wörlen: Sachenrecht: mit Kreditsicherungsrecht. 10. Auflage. Vahlen, München 2017, ISBN 978-3-8006-5423-9.
- Axel Kokemoor: Sozialrecht. 8., neu bearbeitete und verbesserte  Auflage. Vahlen, München 2018, ISBN 978-3-8006-5619-6.